# هانس هاوغ
هانس هاوغ هو موزع وملحن سويسري، ولد في 27 يوليو 1900 في بازل في سويسرا، وتوفي في 15 سبتمبر 1967 في لوزان في سويسرا.

## وصلات خارجية
- هانس هاوغ على موقع IMDb (الإنجليزية)
- هانس هاوغ على موقع ميوزك برينز (الإنجليزية)
- هانس هاوغ على موقع ديسكوغز (الإنجليزية)
- هانس هاوغ على موقع قاعدة بيانات الفيلم (الإنجليزية)